# Simon Sellier
Simon Sellier (Le Perrier, 4 januari 1995) is een Frans voormalig wielrenner.

## Carrière
In 2014 was Sellier, samen met zijn ploeggenoten van Vendée U, de snelste in de ploegentijdrit in de Ronde van de Isard. Een jaar later werd hij tiende in de beloftenversie van Parijs-Tours en mocht hij stage lopen bij Team Europcar. In 2017 eindigde hij in zeven van de tien etappe van de Ronde van Marokko bij de beste zeven renners, droeg hij een dag de leiderstrui en werd hij vierde in het eindklassement.
In 2018 werd Sellier prof bij Direct Énergie.

## Overwinningen
2014
3e etappe deel B Ronde van de Isard (ploegentijdrit)

## Resultaten in voornaamste wedstrijden
|      | \| Jaar \| Gent-Wevelgem \| Parijs-Roubaix \| \| ---- \| ------------- \| -------------- \| \| 2018 \| \| buit.tijd \| \| 2019 \| opgave \| \| |                |
| Jaar | Gent-Wevelgem | Parijs-Roubaix |
| 2018 | | buit.tijd      |
| 2019 | opgave |                |

## Ploegen
- 2015 –  Team Europcar (stagiair vanaf 1-8)
- 2016 –  Direct Énergie (stagiair vanaf 27-7)
- 2018 –  Direct Énergie
- 2019 –  Direct Énergie
- 2020 –  Total Direct Energie

Arashiro · Bernaudeau · Boudat · Coquard · Cousin · Craven · Duchesne · Engoulvent · Gautier · Gène · Guillemois · Hurel · Jeandesboz · Jérôme · Lamoisson · Martinez · Méderel · Morice · Nauleau · Pichot · Quéméneur · Rolland · Sicard · Thévenot · Tulik · Voeckler · Guyot (stagiair) · Krainer (stagiair) · Sellier (stagiair)
Anderson · Boudat · Calmejane · Cardis · Chavanel · Coquard · Cornu · Duchesne · Gène · Grellier · Guillemois · Hurel · Jeandesboz · Morice · Nauleau · Petit · Pichot · Quéméneur · Sicard · Thévenot · Tulik · Voeckler · Gaillard (stagiair) · Ourselin (stagiair) · Sellier (stagiair)
Boudat · Calmejane · Cardis · Chavanel · Cornu · Cousin · Gaudin · Gène · Grellier · Hivert · Journiaux · Nauleau · Ourselin · Petit · Pichot · Quéméneur · Sellier · Sicard · Taaramäe · Tulik · Gaillard (stagiair) · Orceau (stagiair) · Rivière (stagiair) 
Bonifazio · Boudat · Burgaudeau · Calmejane · Cardis · Cousin · Gaudin · Gène · Grellier · Hivert · Journiaux · Ligthart · Nauleau · Ourselin · Petit · Pichot · Quéméneur · Sellier · Sicard · Taaramäe · Terpstra · Tulik · Turgis